# Sjølund (Kolding Kommune)
 For alternative betydninger, se Sjølund. (Se også artikler, som begynder med Sjølund)
Sjølund er en by i Sydjylland med 503 indbyggere  (2024), beliggende 6 km nordvest for Hejlsminde, 9 km nordøst for Christiansfeld og 11 km syd for Kolding. Byen hører til Kolding Kommune og ligger i Region Syddanmark. Det nationalhistoriske monument Skamlingsbanken ligger 4 km nordøst for byen.

## Sogn og kirke
Sjølund hører til Vejstrup Sogn, et af de 8 sogne i Tyrstrup Herred syd for Kolding, som hørte til Hertugdømmet Slesvig og dermed var en del af det historiske Sønderjylland, men blev indlemmet i Kongeriget Danmark i 1864 i bytte for de kongerigske enklaver. Tyrstrup Herred blev delt, så de 8 sogne udgjorde det nye Nørre Tyrstrup Herred, der blev lagt til det gamle Vejle Amt. Sjølund fortsatte altså med at høre til Danmark, og derfor ligger byen efter den nutidige definition i Sydjylland og ikke i Sønderjylland.
I Sjølund ligger Vejstrup Kirke, der er en nyklassicistisk kirke opført i 1840 med undtagelse af tårnet, der stammer fra 1500-tallet. Den oprindelige romanske kirke var fra 1071, men blev nedrevet i 1830.

## Faciliteter
Sjølund-Hejls Skole ligger i byen. Den har 146 elever og 35 medarbejdere. Der er SFO og juniorklub for 4.-6. klasse. Skolerne i Sjølund og Hejls blev lagt sammen i 2008.
Sjølund Multiarena på 1100 m² blev taget i brug i sommeren 2017 efter at der havde været samlet ind til den siden 2006. Sjølund Idrætsforening er stiftet i 1933 og tilbyder gymnastik, fodbold og fitness.
Vejstrup Forsamlingshus har to sale med plads til hhv. 90 og 30 personer. Overfor forsamlingshuset er der anlagt et moderne bystævne med sten i en rundkreds omkring en søjle. Lærkebo blev bygget i 1956 som "De gamles Hjem" og blev senere plejehjem, men er nu en ældreboligforening.
I Grønninghoved 1½ km øst for Sjølund ligger Design- og Idrætsefterskolen Skamling, som har 8., 9. og 10. klasse og 8 linjefag at vælge mellem. Efterskolen er indrettet i det tidligere Sjølund Statsskolehjem, som var en opdragelsesanstalt for piger.

## Historie
3 km syd for byen fører Fjællebroen over Kær Mølleå. Broen er bygget af stenplanker i 1788, hvor den afløste en tidligere træbro. Her går grænsen til Aller Sogn, og her gik grænsen mellem Danmark og Tyskland 1864-1920 med spærrebom og vagtpost. I Vejstruprød midt mellem Sjølund og Fjællebroen var der toldkontrolsted.

### Jernbanen
I 1904 beskrives Sjølund, Grønninghoved og Vejstruprød således: "Vejstrup Kirke, beliggende mellem de 3 Byer: Sjølund med Præstegd., Skole, Forskole, Missionshus (opf. 1890), Forsamlingshus (opf. 1891) og Mølle; Grønninghoved (1440 og senere: Grundinghouet); Vejstruprød med Andelsmejeri, Kro, Toldkontrolst. og Telefonst."
Sjølund fik jernbanestation på Kolding Sydbaners strækning Kolding-Hejlsminde (1911-48). Over for den 60 m lange perron var der et 120 m langt læsse- og vigespor, som i den sydlige ende havde dyrefold med siderampe og vejebod – i den nordlige ende fik det senere et kort stikspor. Sjølund Mølle byggede lager og senere en stor silo ved stationen og blev en god kunde hos banen. Banen gik også gennem Grønninghoved og Vejstruprød, som begge fik trinbræt med sidespor.
Stationsbygningen i Sjølund er bevaret på Silovej 7. I den nordøstlige del af byen er et kort stykke af banens tracé bevaret gennem det nye kvarter Sydbanen.

### Kommunen
Ved Kommunalreformen i 1970 forlod Sjølund det nydannede Vejle Amt og blev lagt under Christiansfeld Kommune i Sønderjyllands Amt. Ved kommunalreformen i 2007 blev Christiansfeld Kommune delt mellem Kolding Kommune og Haderslev Kommune, så de nordlige sogne, heriblandt Vejstrup, kom til Kolding Kommune.